# Кубок Ліхтенштейну з футболу 1990—1991
Кубок Ліхтенштейну з футболу 1990—1991 — 46-й розіграш кубкового футбольного турніру в Ліхтенштейні. Титул здобув Вадуц.

## Перший раунд
| Команда 1        | Рахунок | Команда 2   |
| ---------------- | ------- | ----------- |
| Вадуц-2          | 1–2     | Ешен-Маурен |
| Трізен II        | 2–5     | Шан         |
| Шан II           | 0–9     | Бальцерс    |
| Ешен-Маурен II   | 2–4     | Трізен      |
| Трізенберг II    | 1–7     | Руггелль II |
| Бальцерс II      | 1–3     | Вадуц       |
| Шан Аццуррі      | 7–3     | Трізенберг  |
| Трізен Еспаньйол | 1–7     | Руггелль    |

## 1/4 фіналу
| Команда 1   | Рахунок | Команда 2   |
| ----------- | ------- | ----------- |
| Шан Аццуррі | 2–8     | Бальцерс    |
| Руггелль    | 0–8     | Ешен-Маурен |
| Шан         | 0–1     | Вадуц       |
| Руггелль II | 0–5     | Трізен      |

## 1/2 фіналу
| Команда 1 | Рахунок | Команда 2   |
| --------- | ------- | ----------- |
| Трізен    | 1–2     | Бальцерс    |
| Вадуц     | 2–0     | Ешен-Маурен |

## Фінал
| 9 травня 1991 |

| Бальцерс | 2–1 | Вадуц |
| -------- | --- | ----- |
|          |     |       |

|  |